# Krzysztof Kisiel (trener chodu sportowego)
Krzysztof Kisiel (ur. 28 stycznia 1950) – polski trener lekkoatletyczny chodu sportowego.
Związany z Kaliszem. Absolwent AWF w Poznaniu. Trener kadry polskich chodziarzy podczas Letnich Igrzysk Olimpijskich, np. Roberta Korzeniowskiego, Łukasza Nowaka i Rafała Sikory.
W 1980 trener wraz z grupą juniorów zabłądził podczas treningu na stoku góry Pilsko w Beskidzie Żywieckim, a trzech uczestników – chłopców w wieku 13–17 lat – zmarło. Trener został uniewinniony od zarzutu nieumyślnego spowodowania śmierci.
Postanowieniem prezydenta RP Aleksandra Kwaśniewskiego z 7 października 2004 został odznaczony Krzyżem Komandorskim Orderu Odrodzenia Polski „za wybitne osiągnięcia sportowe, za zasługi w krzewieniu idei olimpijskiej”.

## Publikacje
- Jarosław Kisiel, Krzysztof Kisiel, Leksykon trenerów lekkiej atletyki olimpijskiej reprezentacji Polski w latach 1920-2020, Polski Związek Lekkiej Atletyki, 2023, ISBN 978-83-66777-22-4. Brak numerów stron w książce
- Jarosław Kisiel, Krzysztof Kisiel, Lesław Lassota, Mirosław Łuniewski, Włodzimierz Szymański, Marek Zaworski, Świat Chodu Sportowego, t. 1. Medaliści Mistrzostw Polski w chodzie sportowym 1923-2015, Kalisz: Wydawnictwo Jarosław Kisiel, 2016, ISBN 978-83-942270-1-2 [dostęp 2023-10-29]. Brak numerów stron w książce
- Krzysztof Kisiel, Arkadiusz Janiak, Mirosław Łuniewski, Chód sportowy 2007, Kalisz: Wydawnictwo Uczelni Państwowej Wyższej Szkoły Zawodowej im. Prezydenta Stanisława Wojciechowskiego, 2008, ISBN 978-83-60137-86-4. Brak numerów stron w książce